# Otto Glória
Otaviano Martins Glória, mais conhecido por Otto Glória MPIH (Rio de Janeiro, 9 de janeiro de 1917 — Rio de Janeiro, 4 de setembro de 1986), foi um técnico de futebol brasileiro. 
Dirigiu as equipas da Portuguesa de São Paulo e do Vasco do Rio de Janeiro, o Benfica, o Belenenses, o FC Porto e Sporting em Portugal, assim como a própria Selecção Portuguesa, em França o Olímpico de Marselha e em Espanha o Atlético de Madrid. Foi o técnico da seleção portuguesa que disputou a Copa do Mundo de 1966, alcançando o 3º lugar na prova.
No Vasco da Gama em meados da década de 40 começou como treinador nas categorias de base do clube, depois foi auxiliar do Flávio Costa nas conquistas do bicampeonato carioca 49/50 e foi treinador no time principal em 1951, 1963, 1979 e 1983, conquistando os Torneios de Sevilha e Elche em 1979.
Mas antes de ir para o futebol, Oto era ligado ao basquete.
É-lhe atribuída a frase, sobre o trabalho de treinador em Portugal: «Naquele país, quando se perde o treinador é chamado de "Besta". Quando vence, de "Bestial"».
A 2 de Setembro de 1966 recebeu a Medalha de Prata da Ordem do Infante D. Henrique.

## Títulos

### Auxiliar
Botafogo
- Campeonato Carioca: 1948

Vasco da Gama
- Campeonato Carioca: 1949 e 1950

### Técnico
Benfica
- Campeonato Português: 1954-55, 1956-57, 1967-68 e 1968-69
- Taça de Portugal: 1954-55, 1956-57 e 1968-69
- Taça de Honra de Lisboa: 1968-69

Belenenses
- Taça de Portugal: 1959-60
- Taça de Honra de Lisboa: 1960-61

Sporting
- Campeonato Português: 1965-66
- Taça de Honra de Lisboa: 1965-66

Grêmio
- Taça do Atlântico: 1971

Portuguesa de Desportos
- Campeonato Paulista: 1973
- Taça Cidade de São Paulo: 1973
- Taça Gov. do Estado de São Paulo: 1976

Santos
- Torneio Triangular do México: 1977

Vasco da Gama
- Torneio Cidade de Sevilha: 1979
- Troféu Festa de Elche: 1979

Seleção da Nigéria
- Copa Africana de Nações de 1980